# La reina del convento
La reina del convento es una  película española independiente de comedia escrita y dirigida por Carmen Perona en su primer largometraje como directora, y protagonizada por Mario Vaquerizo en su primer papel de actor protagonista. Se estrenó  en cines españoles el 2 de febrero de 2024, con distribución de Begin Again Films.

## Trama
La vida de Juanita (Mario Vaquerizo) ha sido dura, ya que sus padres murieron cuando ella era pequeña. Ha crecido y vive con su tía, la «malvada madrastra» que controla el dinero de la herencia de su padre. Viendo cómo sus amigas tienen su vida y su trabajo, y ella está sola y estancada, Juanita quiere irse a vivir a un convento en su deseo por ser monja. Al llegar, Juanita logra quedarse porque descubre a las monjas con un sacerdote muerto. Allí conocerá a Sor Raimunda (Antonia San Juan), Sor María (María Alfonsa Rosso), Sor Rosarito (Aída Domenech), Sor Rita (Gemma Cuervo) y Sor Frasquita (Isabel Ordaz), con las que creará un vínculo de amistad bastante fuerte. Juanita vivirá innumerables aventuras en el convento y descubrirá el verdadero significado de la familia.

## Reparto
- Mario Vaquerizo como Sor Juanita
- Isabel Ordaz como Sor Frasquita
- Gemma Cuervo como Sor Rita
- Antonia San Juan como Sor Raimunda
- Aída Domenech como Sor Rosarito
- María Alfonsa Rosso como Sor María
- Javier Hernández como El cura
- Paz Padilla como Luisa
- Marisol Muriel como Reyes
- Gloria Ramos como Sor Lola
- África Esparducer como Sor Engracia
- Pablo Liñares como el Doctor Ambrosio
- Bibiana Fernández como Justi (Madrastra de Juanita)
- El Monaguillo como Cura Baldomero

## Producción
El 9 de noviembre de 2022, se anunció que Mario Vaquerizo y Dulceida protagonizarían la película La reina del convento, dirigida por Carmen Perona en su primer largometraje como directora, en el primer papel como protagonista del primero y el debut como actriz de la segunda.  El rodaje de la película tuvo lugar desde 21 de noviembre hasta el 21 de diciembre en Córdoba y otras localizaciones de la provincia, como el Hotel Monasterio de San Francisco de Palma del Río. El título original de la película, cambiado en algún punto de la preproducción, era Sor Paquita.

## Lanzamiento y marketing
En noviembre de 2022, las primeras imágenes de la película fueron lanzadas y se confirmó que se estrenaría en cines españoles el 2 de febrero de 2024.

## Recepción

### Taquilla
En su primera semana, La reina del convento se estrenó en 53 cines, coincidiendo principalmente con los estrenos de Argylle, La tierra prometida (The Bastard), Vermin: La plaga, Katak, la pequeña ballena y Sala de profesores, entre otras cintas. En su estreno, la cinta recaudó 7.593 euros en 42 cines, para un promedio por copia de 181 euros, debutando fuera del Top 25 de la taquilla; aunque se desconoce el puesto exacto en el que debutó de forma definitiva, en las recaudaciones provisionales ocupó el puesto 38 de la taquilla.

### Crítica
La reina del convento ha recibido críticas negativas por parte de los críticos. José María Aresté de deCine21 le dio a la película un 1 de 10, describiéndola como "una esperpéntica y disparatada comedia kitsch [...] tiene maldita la gracia, todo es una colección de chistes malos" y que "no hay forma de evitar el naufragio". Pedro de Frutos de El Ónfalos le dio a la película un 1.5 de 10, escribiendo que la cinta "carece de [propósito] a no ser que sea el éxito en taquilla a partir del tirón de sus actores", de los cuales dijo que "cada uno de ellos intenta sacar adelante su personaje de la manera más airosa posible, pero tampoco tienen muchas posibilidades", además de describir el guion como "una serie de situaciones que no tienen continuación o se cortan de manera brusca [...] todas las opciones se diluyen por un guion inconcreto". Francesco de Simone de Butaca y Butacón le dio a la película una estrella de cinco, diciendo que "no tiene estructura alguna, es más una serie de sketches dirigidos por Emilio Delgado de ANHQV" y que incluso los "buenos, irónicos y sarcásticos" momentos de comedia que tiene "son opacados por un ritmo ambivalente, y personajes que entran y salen de escena como si de una obra de teatro se tratara", salvando únicamente el diseño de producción y la fotografía, para finalmente concluir que es "una película para el olvido". Eitán de Cinéfilos Frustrados le dio al largometraje un 4 de 10, describiendo su trama como "una sucesión de elementos que no funcionan por separado ni en conjunto" y que el filme "no es gracioso, no hay chispa, no hay frescura. Es que no hay de nada", mientras que de las actrices dijo que "ninguna brilla ni tiene un momento de lucimiento, van todas con el piloto automático" y sembró la duda sobre la decisión de poner a Mario Vaquerizo de protagonista, tanto a nivel de estrategia comercial como especialmente en términos creativos, debido a su estatus de "intrusista profesional", aunque le dio crédito por "intenta[r] actuar", y finalmente concluyó su crítica con unas palabras de ánimo hacia la directora, Carmen Perona, recordando que David Fincher dirigió Alien 3 antes de realizar Seven.En el medio joven mundoCine la describieron como “una comedia simple y aburrida”.
La película, sin embargo, también ha recibido otras críticas más mixtas e incluso positivas. Fernando Gálligo Estévez de Cinemagavia le dio a la película un 5.5 de 10, escribiendo que "trae aromas de Entre tinieblas aunque con menor calidad, siendo una comedia irregular con momentos acertados y otros que baja de interés" y que "el ritmo de la trama va a rachas, sin terminar de coger una uniformidad ni aún menos un ascenso de interés a medida que avanza el metraje", concluyendo que es "una película fallida, que no funciona como unidad sin la suficiente cohesión de las secuencias con la trama general". Esther Soledad Esteban de Lunas Pasajeras le dio a la cinta una crítica positiva, diciendo que Vaquerizo "le dota al personaje de su humor y naturalidad desempeñando un gran papel a la perfección" y que la película "nos deja grandes momentos de Antonia San Juan como Sor Raimunda", además de describir el aspecto narrativo como "escenas a cada cual más extremas y dispares y que a la vez también nos dejan momentos muy tiernos y agradables", concluyendo que es "una película basada en la sencillez, muy humorística y que cuenta con la garantía de un potente cartel que nunca defrauda".